# Дівайзіс
Дівáйзіс (англ. Devizes, МФА /dɨˈvaɪzɨz/) — історичне ринкове місто та цивільна парафія у церемоніальному графстві Вілтшир, Англія. Місто виникло навколо однойменного нормандського замку XI століття і отримало міський статут 1141 року. Замок брали в облогу під час Анархії, громадянської війни XII століття між Стефаном Блуаським і імператрицею Матильдою, а також у 1643 році під час громадянської війни в Англії, коли роялісти зняли облогу замку в результаті перемоги в битві при Раундвей-Даун. Замок було зруйновано за наказом Парламенту 1648 року і сьогодні від нього майже нічого не залишилося.
З XVI століття Дівайзіс став відомий своїм текстилем, з початку XVIII століття тут знаходився найбільший ринок кукурудзи у Вест-Кантрі, а в 1857 році була створена кукурудзяна біржа. У XVIII столітті були також засновані підприємства з ферментації тютюну і виробництва нюхального тютюну. 1875 року у місті було засновано пивоварню Wadworth.
Місто розташовано на західному краю долини Певсі, приблизно за 17 км на південний схід від Чіппенгема та у 18 км на північний схід від Троубріджа, центру графства Вілтшир. Через місто проходить канал Кеннет-Ейвон, що зв'язує Дівайзіс з Бристолем і Лондоном. У місті знаходиться близько 500 пам'яток архітектури, серед них кілька відомих церков XII століття, ратуша та центральний парк.

## Історія

### Середні віки

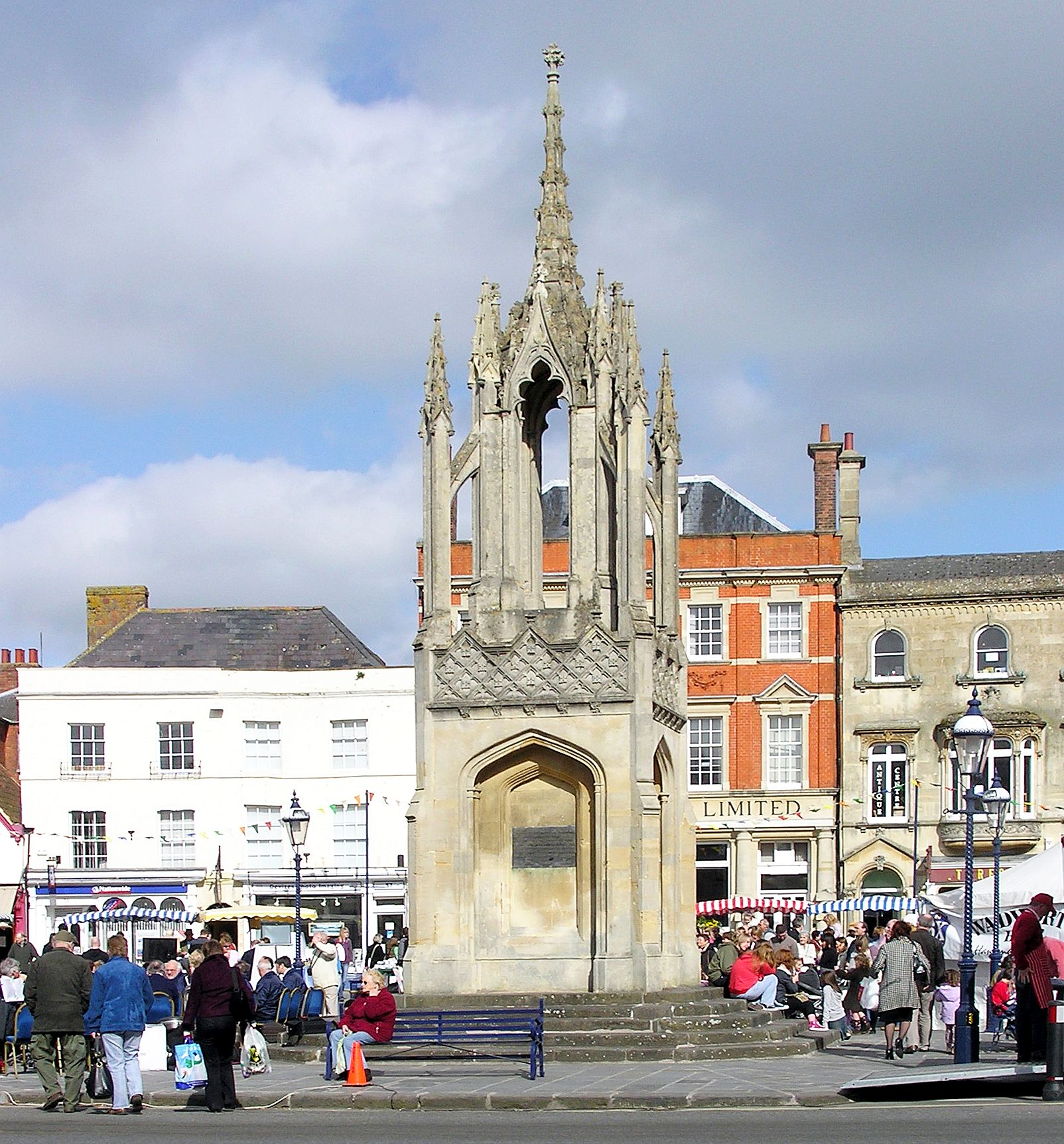
Ринковий хрест, побудований у 1814 році замість попереднього хреста, що стояв трохи південніше

Замок Дівайзіс збудував у 1080 році нормандський єпископ Солсбері Осмунд, але у Книзі Судного дня — поземельному переписі, що був проведений в Англії у 1085—1086 роках за наказом Вільгельма I Завойовника, саме місто ще не згадується. Оскільки замок знаходився на межі маєтків Роуде, Бішопс-Каннінгс та Поттерн, його стали називати castrum ad divisas («замок на кордоні»), звідси й закріпилась назва Дівайзіс. На карті Вілтшира Джона Спіда (1611) назва міста записана як The Devyses. Перший замок на цьому місці, що мав форму «мот та бейлі» та, ймовірно, мав дерев'яні та земляні укріплення, згорів у 1113 році.
Новий кам'яний замок був побудований наступником Осмунда, єпископом Солсберійським Роджером. Дівайзіс отримав свій перший статут, який дозволяв його мешканцям проводити регулярні ринки в 1141 році. Замок кілька разів переходив з рук у руки під час Анархії, громадянської війни між Стефаном Блуазьким і Матильдою в XII столітті. В замку утримували важливих бранців, зокрема в 1106 році у ньому було ув'язнено Роберта Куртгеза, старшого сина Вільгельма Завойовника. В 1296 році, під час воєн за незалежність Шотландії в замку Дівайзіса був ув'язнений сер Вільям Оліфант, взятий у полон у битві під Данбар. У 1340 році в замку було ув'язнено Вільяма де Ла Поль, англійського середньовічного державного діяча, торговця і фінансиста.
Перші церкви у місті, які дійшли до наших днів, були збудовані в XII столітті і сьогодні в Дівайзісі є чотири парафіяльні церкви Англіканської церкви.
Протягом XII і XIII століть навколо замку розвинулося місто Дівайзіс, в якому мешкали ремісники та торговці, що обслуговували жителів замку. Перший відомий ярмарок у Дівайзісі відбувся у 1228 році. Початковий ринок розміщувався на великому просторі біля церкви Святої Марії, а не на нинішній Ринковій площі, яка на той час знаходилась за мурами замку. Основними продуктами у XVI та на початку XVII століть були пшениця, вовна та пряжа, а пізніше набули значення такі продукти, як сир, масло та м'ясо.

### Модерний час

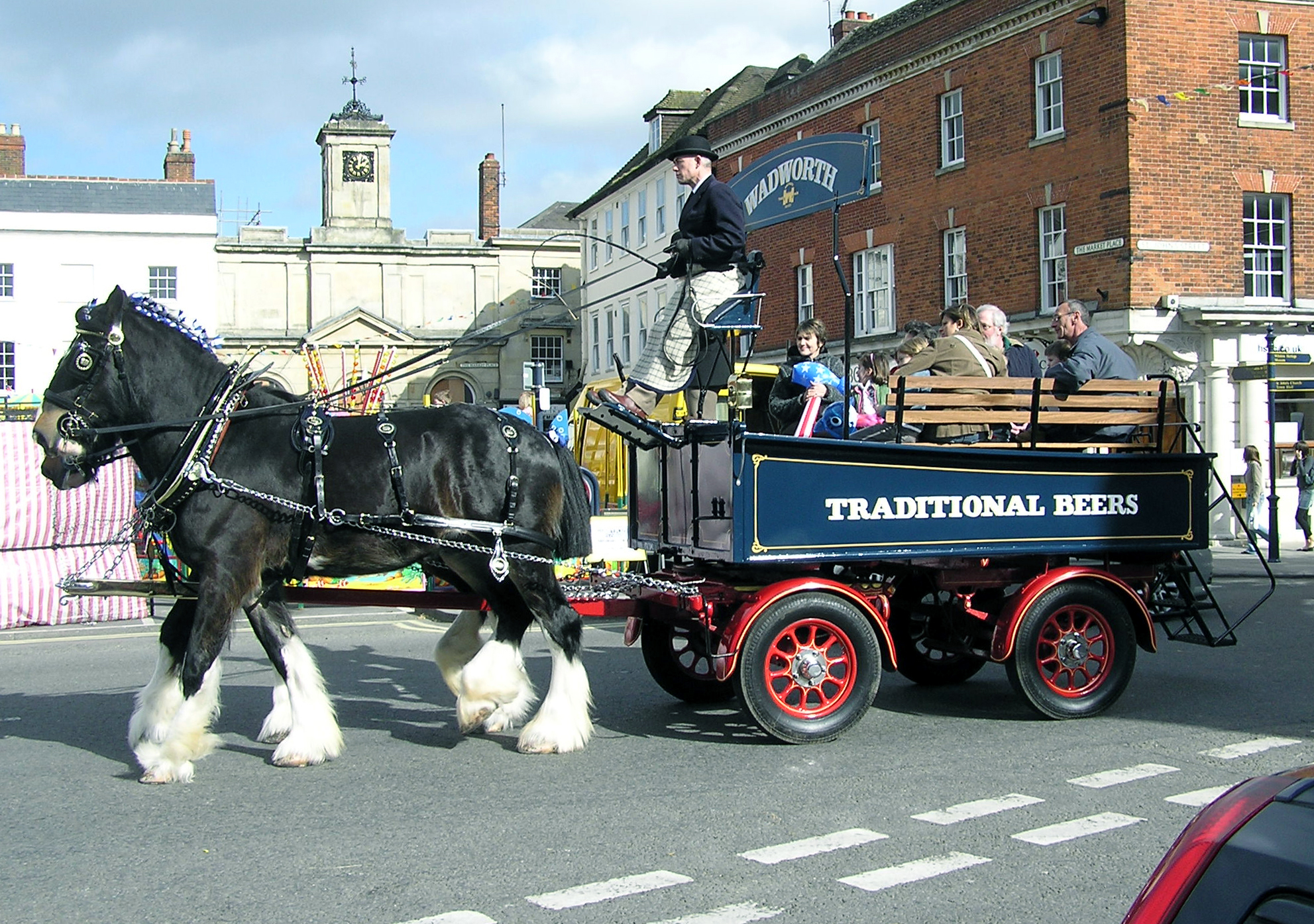
Шайрські коні пивоварні Wadworth катають публіку і дотепер доставляють місцево пиво

У 1643 році, під час Громадянської війни в Англії, парламентська армія під командуванням сера Вільяма Воллера взяла в облогу роялістську армію Ральфа Гоптона, яка закріпилася в Дівайзісі. Проте невдовзі облогу було знято допоміжною армією з Оксфорду під командуванням Генрі Вілмота, 1-го графа Рочестера, коли загін Воллера був майже повністю знищений в битві при Раундвей-Даун. Дівайзіс залишався під контролем роялістів до 1645 року, коли напад круглоголових на чолі з Олівером Кромвелем змусив роялістів здатися. Замок було знищено в 1648 році за наказом Парламенту Англії і сьогодні від нього мало що залишилося.

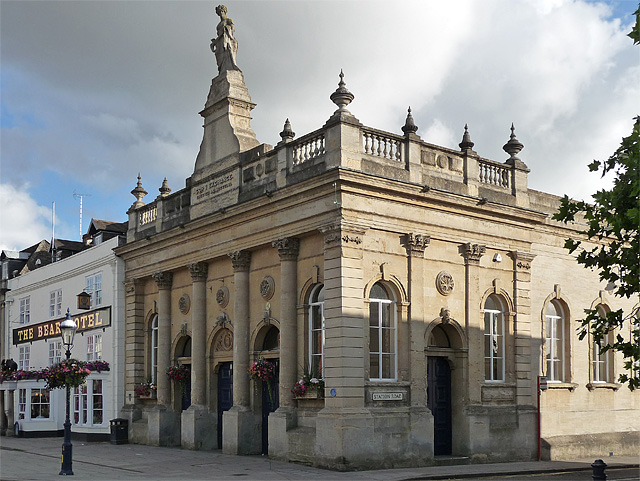
Кукурудзяна біржа в Дівайзісі. На задньому плані — готель «Ведмідь»

З XVI століття Дівайзіс став відомий своїм текстилем, спочатку білим вовняним полотном, а пізніше також виробництвом саржі, драгагету, повсті та кашеміру. У середині XVIII століття в Дівайзісі знаходився найбільший ринок кукурудзи в Вест-Кантрі, в місті також торгували хмелем, великою рогатою худобою, кіньми та різними видами тканини. До того, як у 1857 році була побудована Кукурудзяна біржа, торгівля пшеницею та ячменем велася просто неба, з мішками, складеними навколо ринкового хреста. На сучасному хресті зображено історію про Рут Пірс, жінку, що впала замертво після того, як її було викрито в обмані.
Торговці тканинами побудували багаті міські будинки на вулицях Сент-Джонс і Лонг-стріт, а також навколо Ринкової площі. З кінця XVIII століття виробництво текстилю в Дівайзісі занепало, натомість розвивались інші промисли, зокрема годинникарство, ливарсто дзвонів, книготорговці, з'явились модисти, бакалійники і майстри срібних справ. У XVIII столітті в місті було налагоджено пивоваріння, сушіння тютюну та виробництво нюхального тютюну. Пивоварня Wadworth все ще продовжує варити пиво, але торгівля тютюном і нюхальним тютюном зараз вимерла.
У ставку Краммер, розташованому на схід від центру міста, як стверджується, відбувались події, що призвели до виникнення легенди XVIII століття про Мунрейкерів, від якої походить розмовне прізвисько жителів Вілтшира.

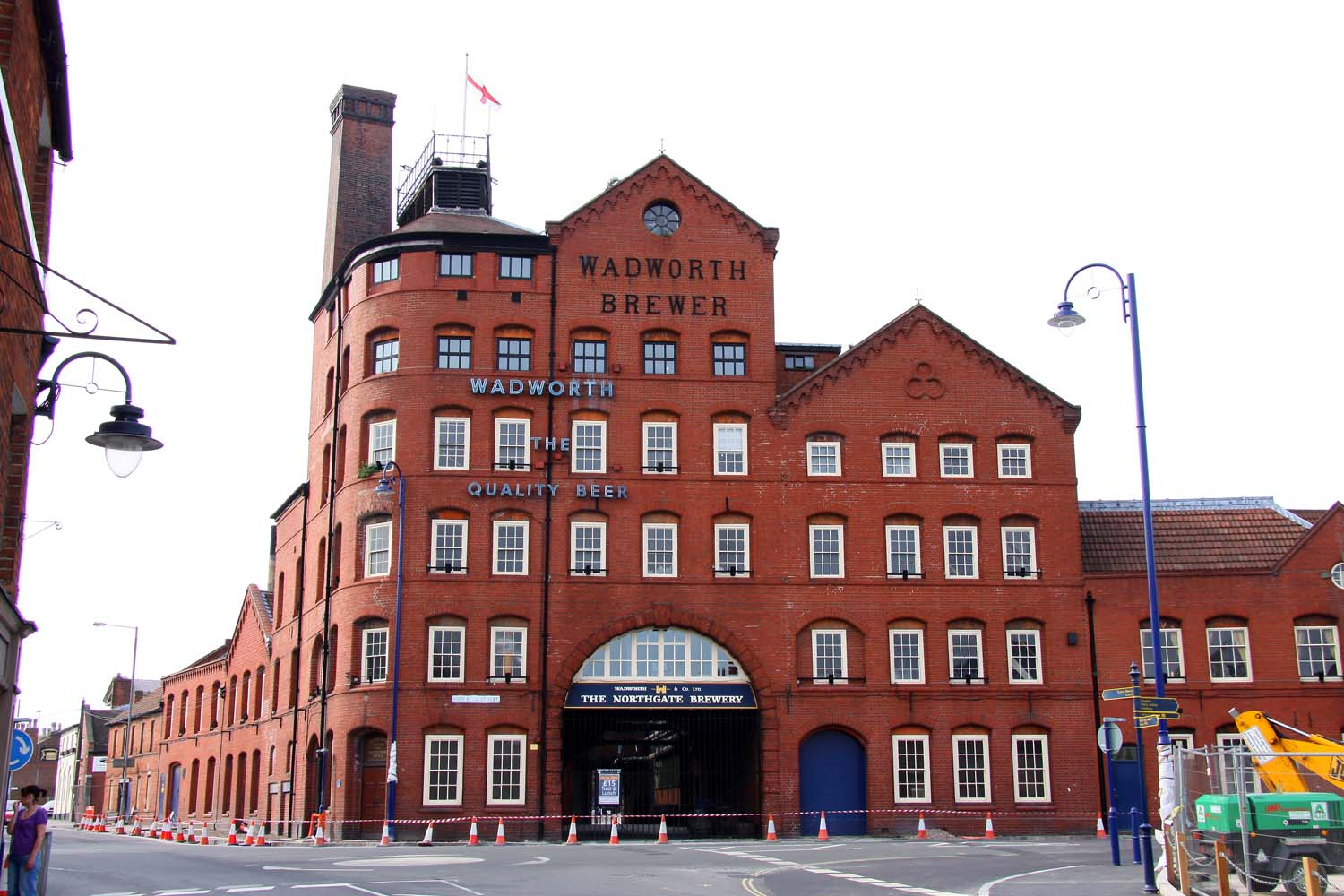
Броварня Wadworth в Дівайзесі

У 1794 році в готелі «Ведмідь» було вирішено зібрати корпус із десяти незалежних військ йоменів графства Вілтшир. Пізніше вони були об'єднані, щоб сформувати старший йоменський полк — Королівський Вілтширський Йоменрі. У 1810 році міліція графства, розквартирована в Дівайзісі, підняла заколот, і Королівський Вілтширський Йоменрі був скликаний для придушення заворушень. Заколот досяг апогею, коли дві сили зіткнулися одна з одною із зарядженою вогнепальною зброєю на Ринковій площі, після чого ватажки міліції здалися. Королівський Вілтширський Йоменрі продовжував служити вдома та за кордоном, у тому числі в Англо-бурській війні, Першій та Другій світовій війнах, і продовжує існувати як ескадрони B та Y Королівського Вессексського Йоменрі, що базуються в містах Старий Сарум і Свіндон відповідно.
У 1817 році в Дівайзесі була відкрита нова в'язниця, або «Повітовий виправний дім» («County House of Corrections»). Вона замінила стару арестантську камеру, яка була побудований на Брайдвел Стріт у 1579 році. Нова цегляна в'язниця була спроектована Річардом Інглменом у вигляді двоповерхового многокутника, що оточує розміщене по центру адміністративне приміщення. Вязниця функціонувала понад дев'яносто років і була закрита у 1922 році. Вона стояла на північній стороні Старого замкового парку, за каналом Кеннет-Ейвон, міст через який досі називають Тюремним мостом. В 1928 року Виправний дім було розібрано.
Місто було зупинкою для поштових карет і диліжансів на дорозі з Лондона до Брістоля, про що свідчить кількість постоялих дворів у місті. Батько портретиста Томаса Лоуренса був корчмарем у готелі «Ведмідь» на Ринковій площі. Тут Лоуренс почав малювати. Канал Кеннет-Ейвон, повністю відкритий у 1810 році, проходить через Дівайзіс. Місто отримало залізничну станцію в 1857 році, але в 1966 році лінію було закрито і залізничну станцію розібрано.

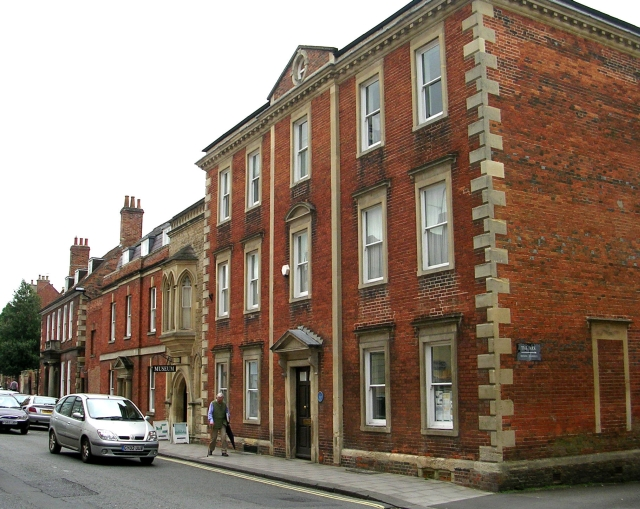
Вілтширський музей Дівайзіса

У 1853 році в місті було засновано Вілтширське археологічне та природознавче товариство, а пізніше відкрито музей на Лонг-стріт, який тепер називається Вілтширським музеєм. Його колекції мають національне значення і включають великі збірки артефактів Бронзової доби та знахідки з обєктів, що входять до Світової спадщини ЮНЕСКО як Стоунхендж, Ейвбері та прилеглі археологічні об'єкти, зокрема з Вест-Кеннет-Лонг-Барроу, Буш-Барроу і Марден-Хендж.
З 1878 року до 1980-х років у казармах Ле-Маршан в Дівайзісі розмішувались підрозділи збройних сил Великої Британії.
У 1999 році на пагорбі поблизу Раундвей-Хілл був вирізаний геогліф у вигляді фігури білого коня. Відомий як Білий кінь Дівайзіса, він замінив попереднє зображення, яку вирізали ще в 1845 році.
У 2014 році місто відсвяткувало 200-річчя встановлення нового ринкового хреста, яке відвідали віконт Сідмут і його двоюрідний брат, верховний шериф Вілтшира Пітер Аддінгтон.

## Географія
Місто розташоване на західному краю долини Певсі, приблизно за 10,5 миль (17 км) на південний схід від Чіппенгема та в 11 милях (18 км) на північний схід від Троубріджа, центра графства Вілтшир.
Дівайзіс знаходиться в 90 милях (145 км) на захід-південний захід від центру Лондона і лежить на 2° на захід від Гринвіцького меридіана. Сам меридіан 2° проходить через західну околицю міста, лише в кількох сотнях ярдів на захід від замку. Оскільки Дівайзіс знаходиться в центрі картографічної сітки Ordnance Survey, справжня північ і картографічна північ в Дівайзісі співпадають.
Міста, розташовані неподалік від Дівайзіса, включають Мелкшем, Пьюсі та Вестбері.
Передмістя міста включають Хартмур, Джамп-Фарм, Нурстед, Раундвей, Саутбрум і Вік .

## Управління

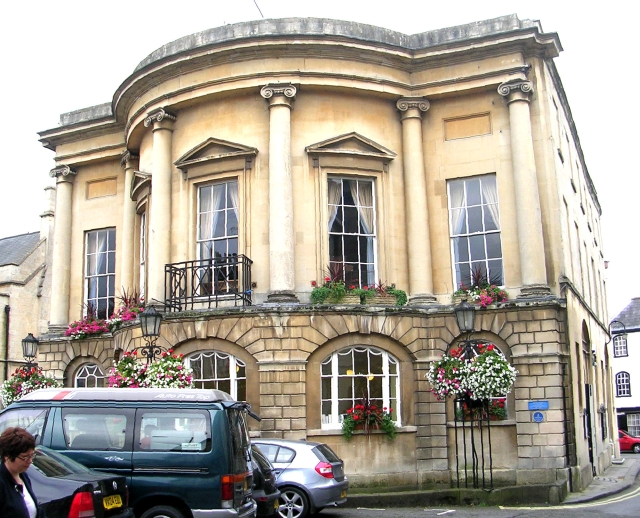
Нова ратуша Дівайзіса

Дівайзіс є цивільною парафією з виборною міською радою. Станом на 2017 рік з 21 членів Парафіяльної Ради 13 є опікунами Дівайзеса, 6 консерваторами, 1 лейбористом і 1 незалежний. Парафія включає невелике поселення Дюнкерк на північно-східних схилах пагорба, яке було передане з парафії Роуде в 1835 році. Значна частина забудованої території міста, на півночі, сході та півдні, знаходиться в межах сусідньої цивільної парафії Раундвей, тоді як менша частина знаходиться в парафії Бішопс-Каннінгс, і кожна з них має власну парафіяльну раду. У квітні 2017 року Раундвей і Дівайзіс вперше обрали спільну парафіяльну раду; водночас було внесено корективи до межі з Бішопс-Каннінг.
Місто знаходиться в зоні унітарної одиниці Вілтширської Ради, чотири члени якої є консерваторами. За надання більшості важливих послуг місцевого самоврядування відповідає Рада Вілтшира, тоді як міські та парафіяльні ради виконують більше консультативну роль. До набрання чинності Законом про місцеве самоврядування 1974 року, Дівайзіс був муніципальним районом зі штаб-квартирою в Ратуші Дівазіса. Потім він став адміністративним центром набагато більшого округу Кеннет, поки його не було скасовано в рамках структурних змін 2009 року.
Дівайзіс є частиною виборчого округу Дівайзіс, представленого в Палаті громад одним членом парламенту.
Рада має побратимські зв'язки з муніципалітетами Маєнн у Франції, Оамару в Новій Зеландії, Торніо у Фінляндії та Вайблінгеном у Німеччині.

## Економіка

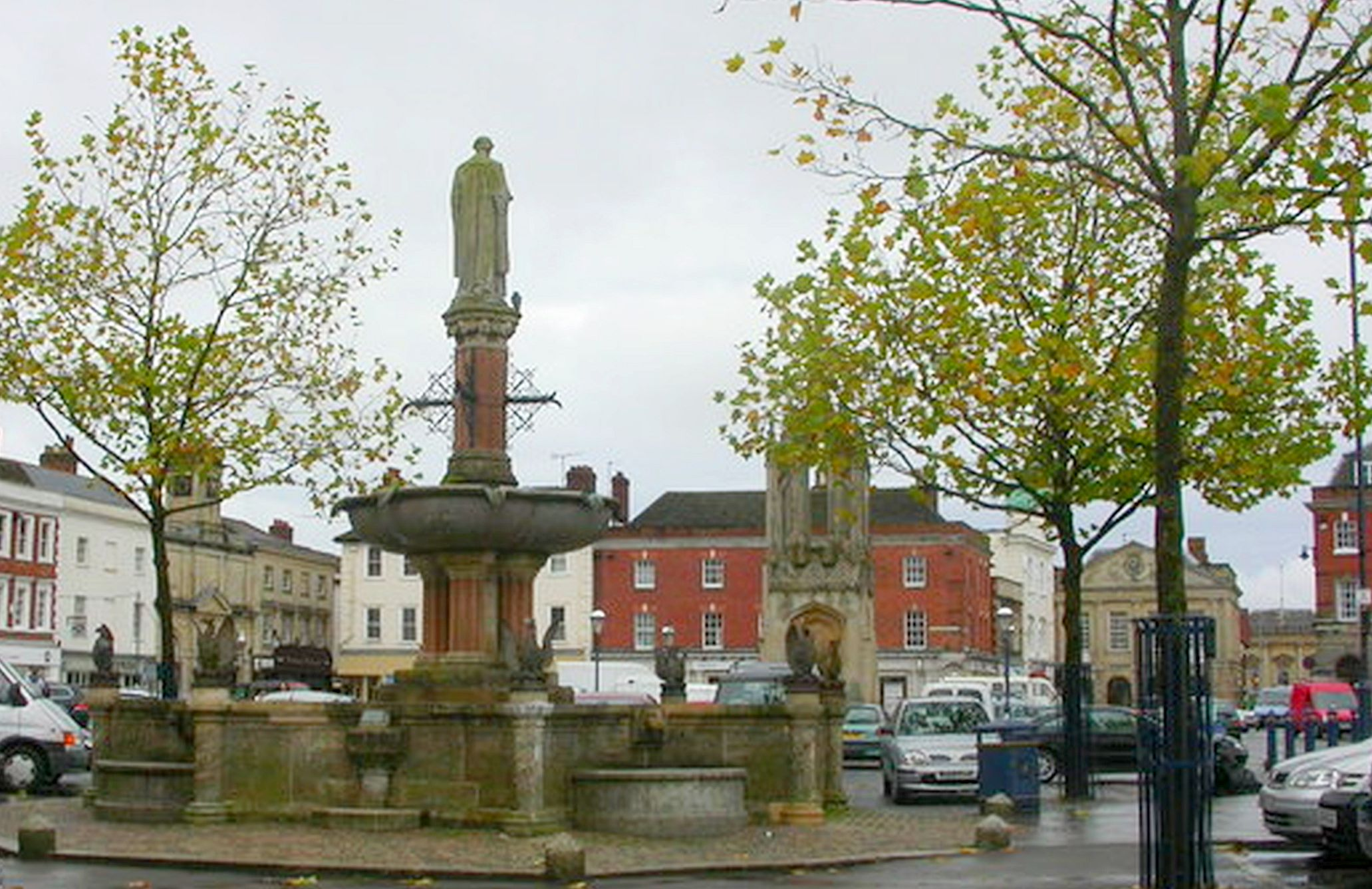
Ринкова площа в Дівайзісі

Дівайзіс завжди був ринковим містом, і Ринкова площа все ще використовується щочетверга з цією метою, а також для проведення фермерських ринків у першу суботу кожного місяця. Торговці під дахом щодня працюють в історичному районі Шамблс, неподалік від Ринкової площі.
У центрі міста є понад 70 незалежних роздрібних торговців, багато з них розташовуються навколо Ринкової площі та пішохідних вулиць Літл-Бріттокс та Бріттокс, а також на Сідмут-стріт. На міській пристані на каналі Кеннет-Ейвон фонд «Kennet and Avon Canal Trust» утримує невеликий музей і кафе.
У 2021 році розпочалося будівництво нового Медичного Центру Дівайзеса, двоповерхової будівлі площею 1588 кв.м. Він має замінити Комунальний Шпиталь Дівайзеса і надаватиме низку амбулаторних послуг і послуг загальної практики.

## Культура
У місті присутня жвава мистецька та культурна спільнота, а Міжнародний вуличний фестиваль Дівайзіса, який фінансує Рада мистецтв, щороку приваблює у місто тисячі людей протягом двох тижнів перед святом Огест Бенк Холідей у серпні. Свято розвпочинається давньою «битвою конфеті», коли за поданим сигналом — як правило, гарматного пострілу конфеті на сотні метрів у повітря — публіку запрошують на Ринкову площу, щоб жбурнути один в одного якомога більше конфеті.
Щорічний Фестиваль мистецтв Дівайзіса пропонує широкий спектр музичних подій, літературних виступів поетів, авторів, коміків та інших виконавців. Серед колишніх учасників і виконавців — Джон Сімпсон, Фей Уелдон, The Real Thing, ска-гурт Barb'd Wire, гурт Невіла Стейпла та String Sisters. Щоосені Фестиваль їжі та напоїв Дівайзіс пропонує можливість пообідати в незвичайних місцях.
Існує активна театральна спільнота, яка дає вистави в театрі Wharf Theatre, в приміщенні колишнього складу на пристані каналу Кеннет-Ейвон.

## Транспорт

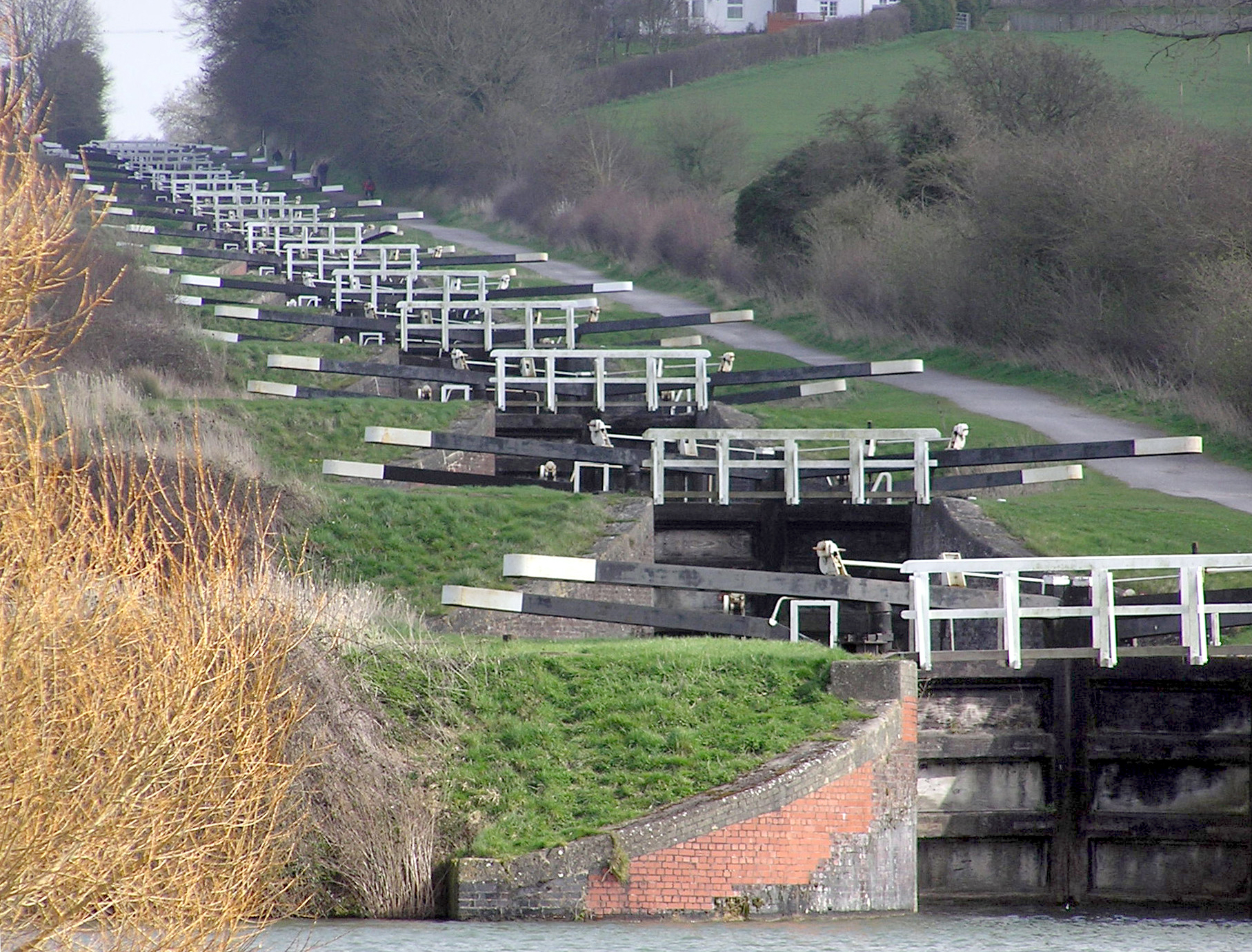
Проліт із 16 шлюзів на каналі Кеннет — Ейвон піднімається на пагорб Кан біля Дівайзіса,

У 1857 році Велика західна залізниця (GWR) побудувала «гілку Дівайзіс» від Холт-Джанкшн на лінії Чіппенгем — Веймут до залізничної станції, що розміщувалась в Дівайзісі південніше від міського ринку. У 1862 році GWR подовжила лінію Редінг-Хангерфорд на захід, щоб з'єднатись з цією лінією, забезпечивши прямий маршрут між вокзалом Паддінгтон і Вест-Кантрі через Дівайзіс. Будівництво об'їзної лінії через Вестбері в 1900 році відвернуло більшість трафіку від лінії Дівайзіс, і British Rail закрила її в 1966 році, після чого саму залізничну станцію в Дівайзісі було розібрано. Сьогодні найближчі залізничні станції знаходяться в Мелкшемі, Чіппінгемі і Певсі, хоча у 2020 році було висунуто пропозицію відкрити станцію на лінії Вестбері в Лідвей, в 2,5 милях (4 км) на південний схід від міста.

Дівайзіс має автобусне сполучення з навколишніми містами, включаючи Свіндон (через Ейвбері), Троубрідж, Солсбері, Бат і Чіппенгем, кожне з яких має залізничне сполучення. Дівайзіс також пропонує щоденні рейси автобусів National Express до станції Лондон-Вікторія через аеропорт Гітроу. Існує регулярне автобусне сполучення зі Стоунхенджем.

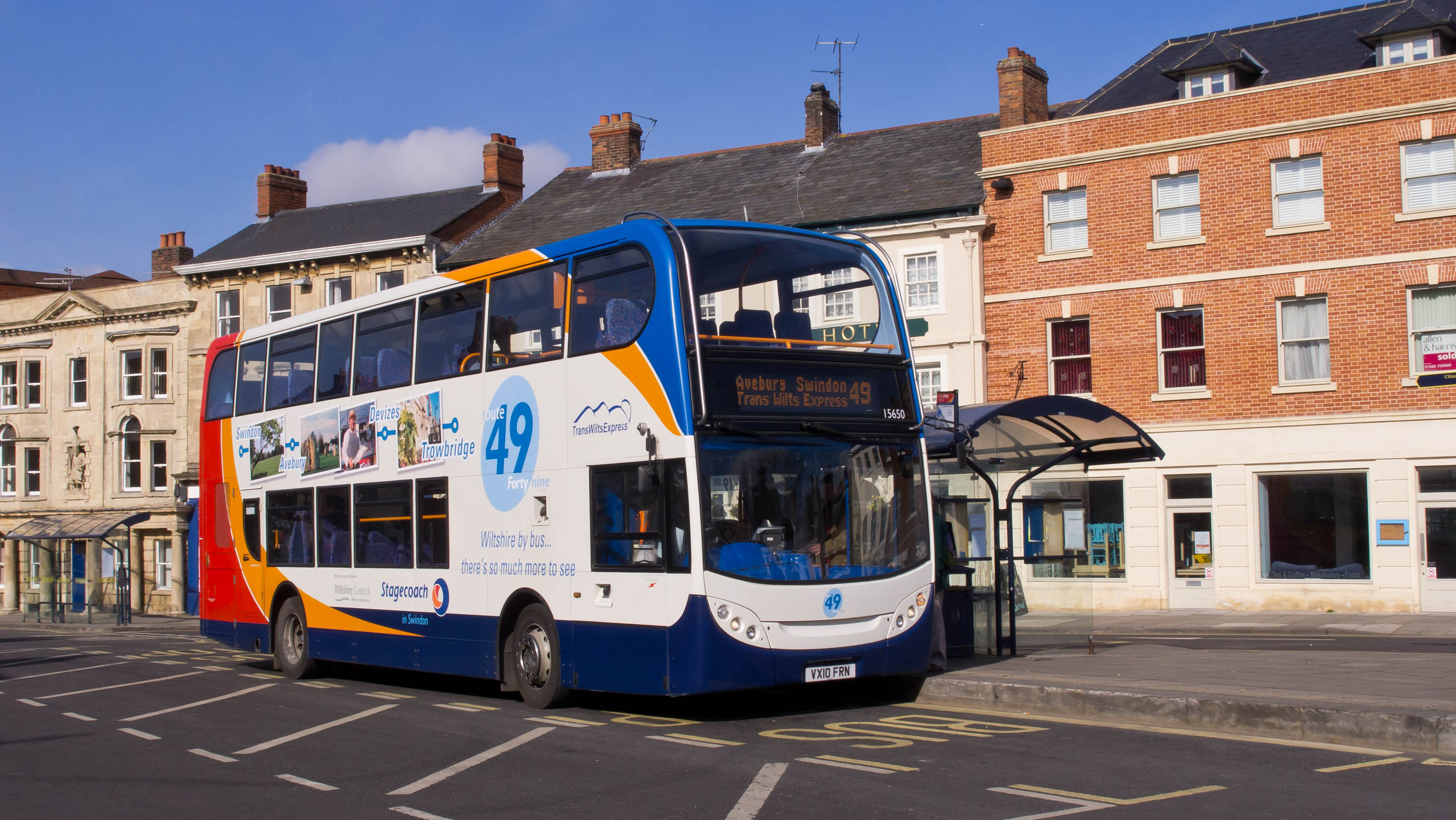
Двоповерховий автобус Дівайзіс-Свіндон № 49

Дівайзіс знаходиться приблизно в 24 км (15 милях) від траси М4. Через місто проходить кілька основних доріг, включаючи A360, A361 і A342 .
Канал Кеннет-Ейвон, що зв'язує Дівайзіс з Бристолем і Лондоном, був побудований під керівництвом Джона Ренні між 1794 і 1810 роками. Біля Дівайзіса канал піднімається на 72 метри (237 футів) за допомогою 29 шлюзів, 16 з них розташовані по прямій лінії на пагорбі Кан. На початку канал освітлювався вночі гасовими лампами, що дозволяло човнам проходити через шлюзи в будь-який час доби. Канал вийшов з ужитку після появи залізниць у 1840-х роках, але був відновлений між 1970 і 2003 роками для дозвілля. Кеннет-Ейвон Канал Траст утримує музей на пристані в Дівайзісі. Місто є відправною точкою щорічного Міжнародного каное-марафону від Дівайзіса до Вестмінстера .
Через місто, вздовж каналу пролягає Національний веломаршрут № 4.

## Освіта

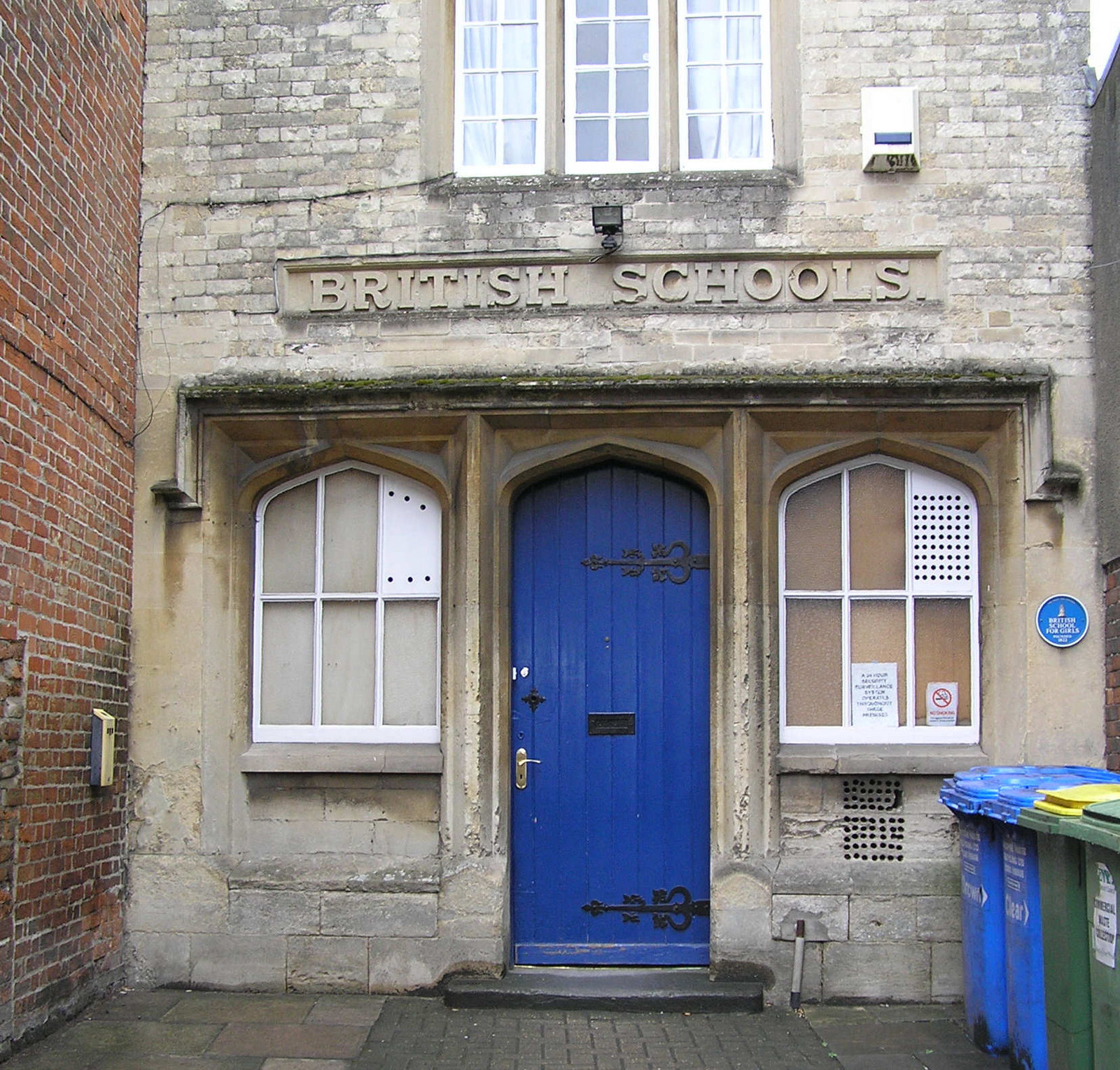
Будинок колишньої Британської школи для дівчат в Дівайзісі

Дівайзіс Скул, середня школа з шостим класом, приймає учнів з міста та околиць. Школа розташована на території садиби Southbroom House, а будинок, який є пам'ятником архітектури II ступеня, є його адміністративним центром.
Downland School — це громадська спеціальна школа для хлопчиків 11–16 років. Braeside — це освітній центр під відкритим небом, яким керує Рада Вілтшира.
У Дівайзісі є шість початкових шкіл: Католицька початкова школа Святого Йосипа, Академія Сент-Джеймса Саутбрума, Школа немовлят Саутбрума, Громадська школа Вансдайк, Початкова школа Nursteed та Початкова школа Трініті. Неподалік у сусідньому містечку Rowde знаходиться початкова академія Rowde CofE .
На Лонг-Стріт, починаючи з XVIII століття було багато приватних шкіл, і їх кількість ще збільшилась у XIX столітті. Brownston House, будівля I ступеня, була будинком жіночої школи-інтернату міс Бідвелл з 1859 по 1901 рік. Приватна гімназія Devizes була заснована в Heathcote House у 1874 році преподобним SS Pugh і працювала до 1919 року його синами-близнюками.
Найближчим навчальним закладом третього рівня є Університет Бата.

## Архітектурні пам'ятки

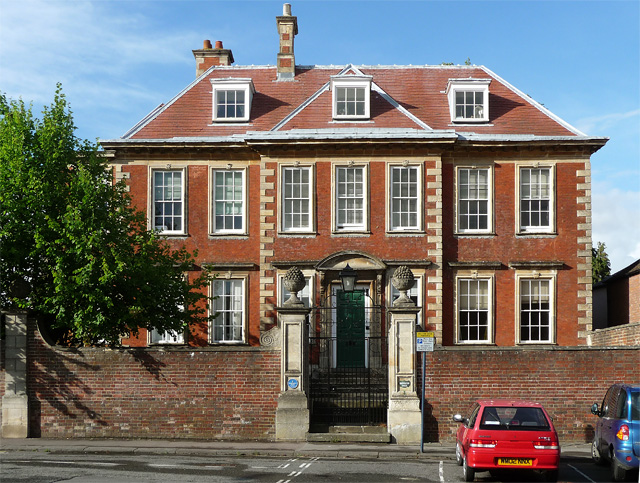
Бравнстон-Хауз, чудовий приклад георгіанського стилю в Дівайзісі

Дівайзіс має понад 500 пам'яток архітектури, що є великою кількістю для міста такого розміру. У Trust for Devizes є карта міських маршрутів, яка містить описи багатьох із них. Будинок № 17 на Ринковій Площі є чудовим прикладом пам'ятки архітектури I класу (будівлі, що становлять особливий/ виключний інтерес) початку XVIII століття. У центрі Ринкової площі знаходиться Ринковий хрест, перебудований у 1814 році за проектами Джеймса Уайтта.

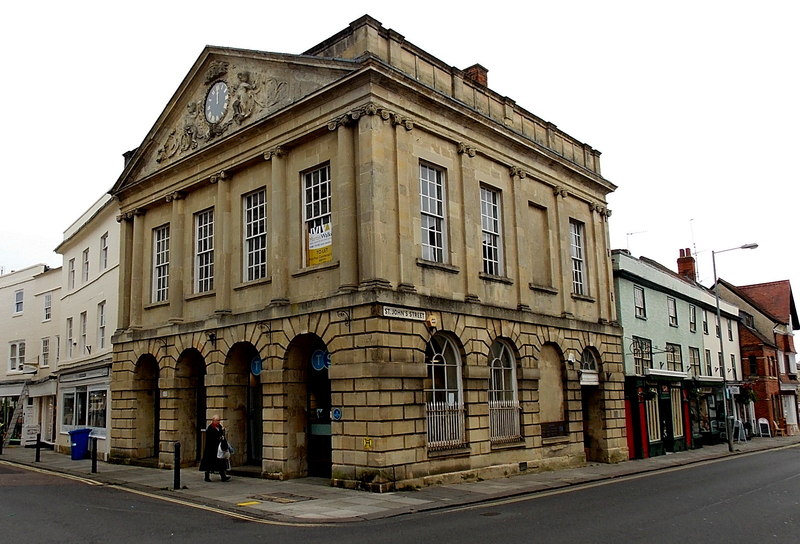
Стара міська ратуша Дівайзіса

Браунстон-Хауз — ще одна памятка архітектури I класу на вулиці Нью-Парк. З 1700 року в ньому мешкало чотири члени Парламенту і два генерали армії, а з 1859 по 1901 рік знаходилась школа-інтернат для молодих жінок. Він був відновлений у 1976 році Радою графства Вілтшир і зараз є головним офісом компанії.
Heathcote House у Парку Грін — будівля II категорії; його історія пов'язана з церквою та освітою. № 8 на Лонг-стріт був будинком суконщика Семюеля Пауелла, а також адмірала Джозефа Тейлера, одного з джерел натхнення для вигаданого героя Сесіл Скотта Форестера Гораціо Хорнблауера. Саусбрум Хаус, неподалік від парку Грін був побудований у 1501 році, потім спалений і перебудований родиною Ейлс у 1772 році; зараз це центральна будівля школи Дівайзіса .

## Релігійні споруди
Дівайзіс має чотири парафіяльні церкви Англіканської церкви та різні нонконформістські конгрегації з XVII століття.

### Англіканські церкви

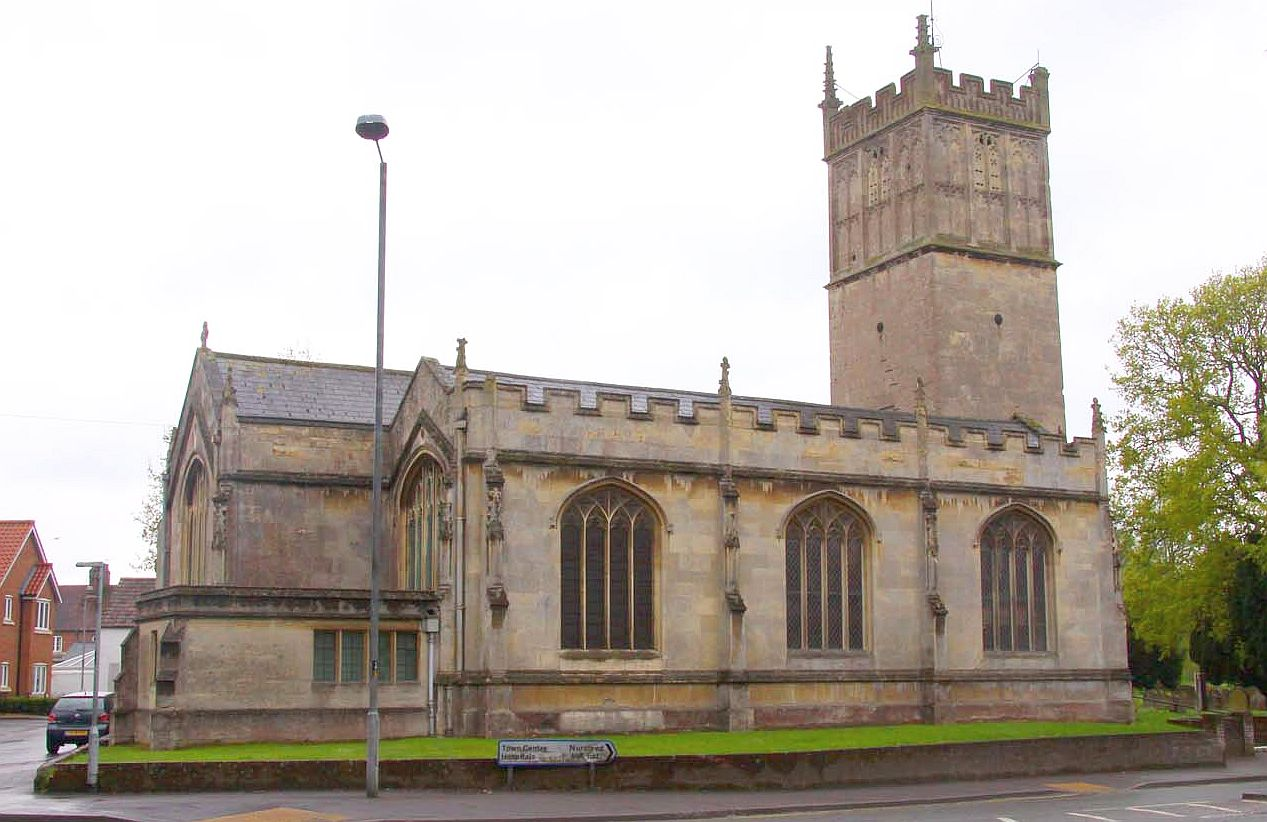
Костел святого Якова XV ст.

Дві церкви XII століття, Церква Св. Іоанна та Церква Св. Марії, є пам'ятками архітектури І класу. Вони обслуговують парафію св. Івана і парафію св. Марією, яка завжди мала одного настоятеля. Собор Святого Іоанна стоїть неподалік від замку Дівайзіса і, можливо, спочатку був його каплицею. Найстаріші частини будівлі датуються 1130 роком, незабаром після того, як Роджер, єпископ Солсбері, перебудував замок. Певснер пише про неї: «Велика нормандська церква, над якою домінує могутня перехрестя…». Західна частина церкви була перебудована у XV ст., реставрація була проведена в 1844 і 1862—1863 роках, включаючи західний фасад, розроблений Слейтером. Вишукано прикрашена південна каплиця Бошана схожа на каплицю Бошана та Токотеса 1492 року в Бромхемі; північна каплиця Агнця має чудову обшиту стелю. Корпус органу кінця XVII ст.

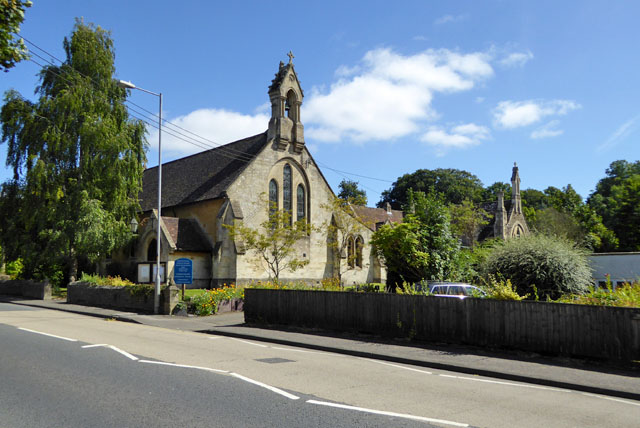
Церква Святого Петра XIX ст.

Собор Святої Марії був побудований у XII столітті для обслуговування міста за мурами замку. До нашого часу від первісної будівлі збереглася лише вівтарна частина, решта була перебудована в XV столітті, включаючи чудову західну вежу. Східне вікно датується 1852 роком, а в 1854 році (Карпентер і Слейтер) і 1875—1876 роках було проведено реставрацію. У 2010 році Парафіяльна церковна рада Святої Марії вивчала можливість перетворення церкви на майданчик для вистав і громадських заходів.

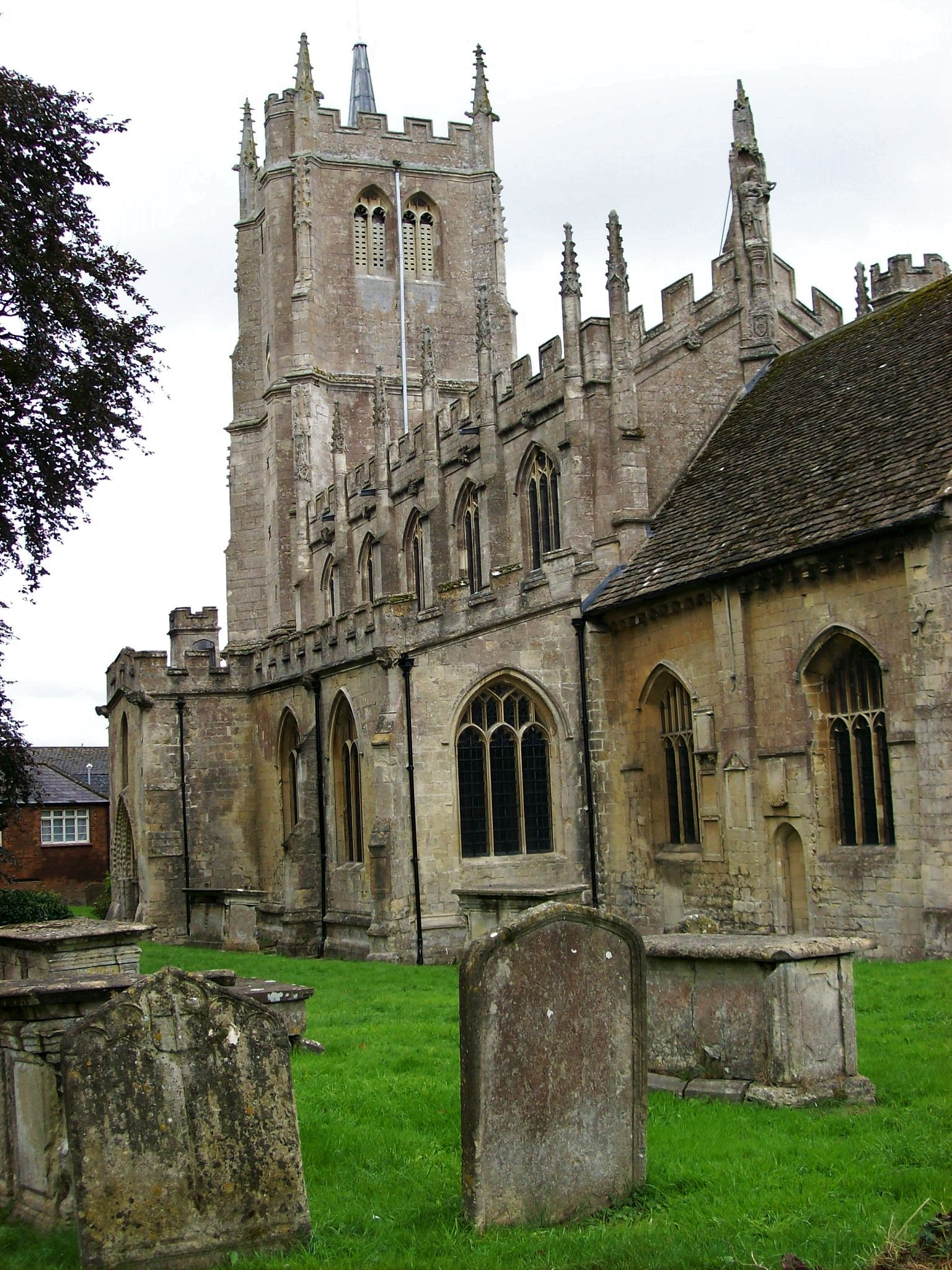
Церква Св. Марії XII ст.

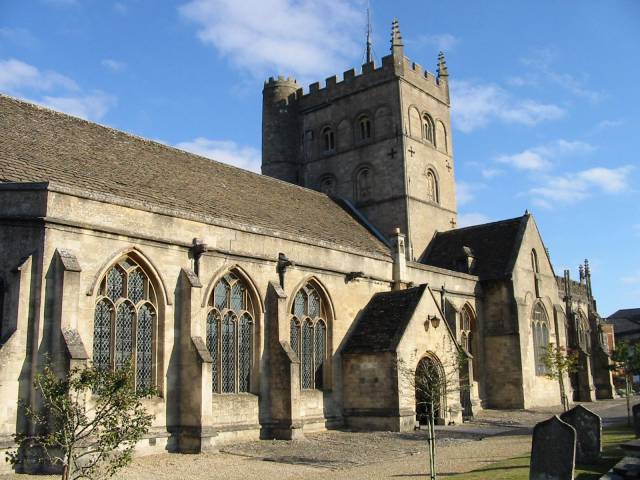
Церква Святого Іоанна XII ст.

Церква Сент-Джеймс, Саутбрум, вперше згадується в 1461 році. Знаходиться на краю парку Грін, біля ставка, відомого як Краммер. Це була каплиця Святої Марії єпископів Каннінгс до 1832 року. Цивільна парафія єпископів Каннінгс простягалася аж до церкви до 1835 року, коли межі району Дівайзіс були розширені. Сент-Джеймс . Вежа XV століття, а будівлю церкви було перебудовано в 1831—1832 роках; східне вікно виконано Wailes. Після завершення будівництва казарм Ле-Маршан, у 1878 році Сент-Джеймс став гарнізонною церквою Вілтширського полку. Будівля належить до пам'яток II класу і пройшла внутрішню реконструкцію в 2008 році. Сьогодні церква належить Євангельським християнам.
Церква Св. Петра, на захід від центру міста, була побудована в 1865–66 за проектами Slater & Carpenter ; південний прохід був доданий у 1884 році. Церква Святого Петра належить англо-католикам, єпископський нагляд здійснює єпископ Еббсфлітський.

### Інші конфесії

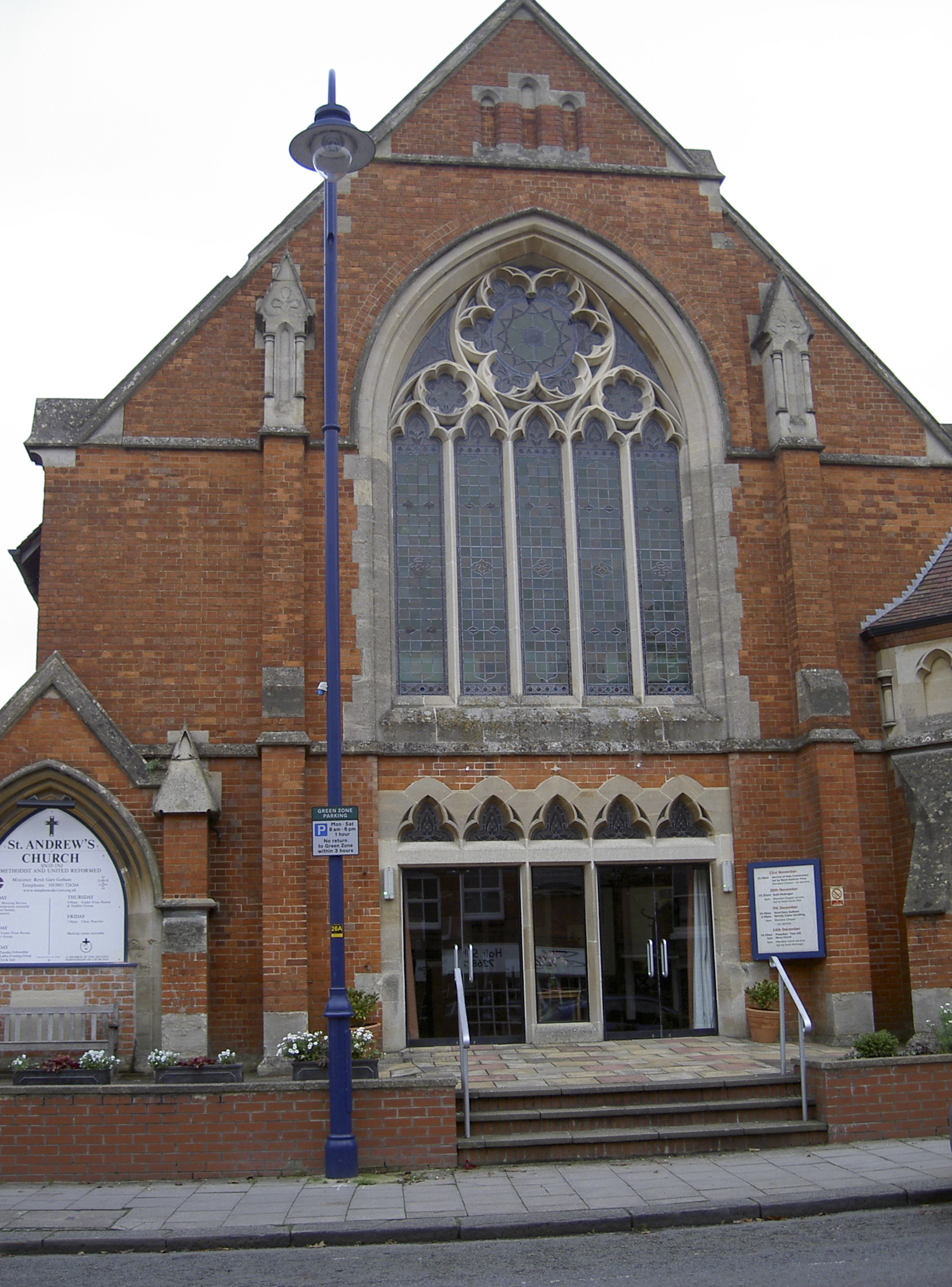
Методистська церква Св. Андрія

Католицький костел Матері Божої Непорочного Зачаття був відкритий у 1865 році та розширений у 1909 році. Поруч із костелом розташована католицька початкова школа Св. Йосипа.
Баптистська каплиця на Меріпорт-стріт, яка була побудована в 1780 році та розширена в 1785, 1818, 1864 і 1922 роках, продовжує використовуватися.
Салемська каплиця на Нью-Парк-стріт була побудована в 1838 році пастором і послідовниками з Меріпорт-стріт, які залишили її через розбіжності в громаді. Вони знову приєдналися до батьківської організації в 1895 році, і будівлю використовували Open Brotheren, пізніше Devizes Christian Fellowship і (з середини 1980-х) Rock Community Church.
Нова баптистська церква була відкрита в 1852 році під час пасторства Чарльза Стенфорда. Він замінив сусідню пресвітеріанську каплицю 1791 року, якою користувалися розчаровані баптисти з Меріпорт-стріт. Церква продовжує використовуватися як баптистська церква Шип-стріт.
Церква Св. Андрія на Лонг-стріт була побудована як методистська каплиця в 1898 році замість попередньої каплиці на Нью-Парк-стріт. Зараз це комбінована методистська та об'єднана реформатська церкви.
Стару методистську каплицю на Нью-Парк-стріт багато років використовувала Армія Спасіння, поки її не знесли. Потім Армія Спасіння зібрала кошти для будівництва залу на Стейшн-роуд, який відкрився в 1971 році. Зал був закритий у 2010-х роках, кількість членів скоротилася порівняно з піком у 1970-х роках, завершивши приблизно сто років співпраці Армії Спасіння з Дівайзісом.
У 1776 році на вулиці Нортгейт була побудована каплиця, спочатку для богослужінь кальвіністів-методистів, які незабаром стали конгрегаціоналістами. Будівля була розширена в 1790 році і розширена в ранньоанглійському стилі в середині XIX століття, ставши відомою як конгрегаційна церква Святої Марії; з 1842 року Дівайзіс був головою конгрегаційного союзу графств Вілтшир і Східний Сомерсет. Приблизно в 1987 році громада приєдналася до церкви св. Андрія, і тепер будівля використовується як житлова.
Квакери мають кімнату для зустрічей на причалі Сассекс, поруч із каналом.

## Екстрені служби

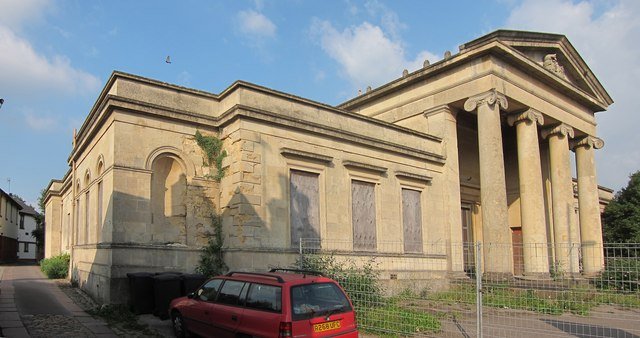
Колишня будівля виїзного суду (Асизів) та офісу поліції графства

Дівайзіс охороняє поліція Вілтширу, штаб-квартира якої знаходиться у місті на Лондон-роуд. Поліцію Вілтшира було створено в 1839 році, згідно з Законом про поліцію графства від 1839 року. До цього за охорону порядку в Дівайзісі відповідала поліція міста Солсбері. Поліція Вілширу була першою окружною поліцією, заснованою в країні, тому її девіз «Primus et Optimus» (Перші і Найкращі). Установа є одним із найбільших роботодавців у місті.
На території штаб-квартири також розміщено центр управління надзвичайними ситуаціями для поліцейських служб в окрузі, у будівлі, відкритій у 2003 році партнерством Wiltshire Emergency Services як центр для всіх трьох служб екстреної допомоги, але з 2013 року використовується лише поліцією. З моменту створення цієї посади в 2012 році в будівлі штаб-квартири розміщувався офіс Вілтширської поліції та Комісара з боротьби зі злочинністю . Вілтширська повітряна швидка допомога базувалася на території штаб-квартири поліції до 2018 року.
Послуги охорони здоров'я та швидкої допомоги в Дівайзісі надає Національна служба охорони здоров'я. Південно-західна служба швидкої допомоги має станцію швидкої допомоги в Дівайзісі.
Пожежно-рятувальні служби в Дівайзісі надаються пожежно-рятувальною службою графств Дорсет і Вілтшир, яка має пожежну станцію зі штатним персоналом. Вони також мають навчальний центр у промисловій зоні Хоптон.

## Спорт

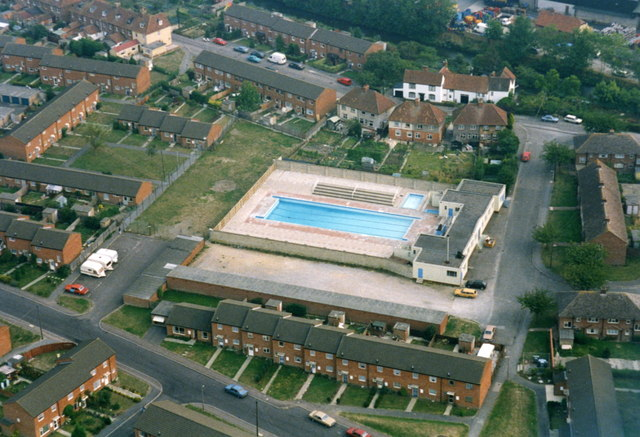
Відкритий басейн в Дівайзісі

Щороку на Великдень по каналам між Дівайзісом і Вестмінстером у Лондоні відбувається Міжнародний каное-марафон Дівайзіс-Вестмінстер відстанню 201 км (125 миль). Ця подія, що вперше відбулася в 1948 році, була однією з перших, яку включили в міжнародний календар перегонів, коли марафонське веслування на каное набуло всесвітньої популярності в 1960-х роках.
Місцева футбольна команда  Devizes Town FC грає у Західній футбольній лізі.
Місцева команда з регбі Devizes RFC, заснована в 1876 році і відома як «Седдлбекс» (на честь Wessex Saddleback), грає в Південній лізі південних графств.
Крикетний клуб Дівайзіса, заснований у 1850 році, виступає в Прем'єр-ліги Західної Англії. Жіноча команда була заснована в 2013 році.
Хокейний клуб «Devizes» виступає в Першій хокейній лізі.

## Відомі мешканці
- Сер Гарольд Волтер Бейлі (1899—1996), видатний учений хотанської мови, санскриту та порівняльного вивчення іранських мов
- Джеймс Біттнер (нар. 1982), професійний футболіст, грав за «Плімут Аргайл».
- Девід Домоні (нар. 1963), сертифікований садівник і телевізійний садівник, співведучий програми «Люби свій сад».
- Фанні Даберлі (1829—1902), дружина солдата, яка супроводжувала чоловіка під час Кримської війни та індійського повстання
- Пол Флетчер (нар. 1965), член австралійського парламенту, а з 2018 року міністр міської інфраструктури та міст, народився в Діівайзісі.
- А. В. Лоуренс (1900—1991), класичний історик і брат Т. Е. Лоуренса, жив у Дівайзісі з колегою-археологом Маргарет Гвідо з 1986 року до своєї смерті в 1991 році.
- Сер Томас Лоуренс (1769—1830), художник
- Саймон Мей (нар. 1944), автор пісень
- Клайв Робертсон (нар. 1965), актор
- Енді Скотт (нар. 1949), гітарист гурту Sweet
- Вільям Хіт Стрендж (1837—1907), лікар і засновник загального госпіталю Гемпстед, тепер Королівської безкоштовної лікарні
- Вільям Сильвестр (1831—1920), нагороджений Хрестом Вікторії